# Ran Online
Ran Online (cách điệu thành RAN Online) là tựa game nhập vai trực tuyến nhiều người chơi (MMORPG) do hãng Min Communications, Inc. phát triển và được GameSamba phát hành vào năm năm 2004.
Sau khi ra mắt dịch vụ chính thức đầu tiên tại Hàn Quốc vào tháng 7 năm 2004, RAN Online tiếp tục mở rộng ra toàn cầu. Máy chủ của game được mở tại Đài Loan và Hồng Kông vào tháng 5 năm 2005, Nhật Bản vào tháng 9 năm 2005, Malaysia vào tháng 10 năm 2005, Thái Lan vào tháng 11 năm 2005, Philippines vào tháng 1 năm 2006, Việt Nam vào tháng 10 năm 2007 và Bắc Mỹ vào tháng 11 năm 2013. Ngày 12 tháng 8 năm 2019, trang Facebook chính thức của hãng thông báo về việc đóng cửa tựa game này. Trong lúc đó, hãng Wavegame đã phát hành RAN Online với tên gọi New RAN Online tại khu vực Đông Nam Á vào năm 2018. Tuy vậy, phiên bản này đã phải ngừng hoạt động vào ngày 30 tháng 6 năm 2021.